# Dévoluymassief
Het Dévoluymassief (Frans: Massif du Dévoluy) is een Frans subalpien massief. Het massief strekt zich over 185 km² uit over de departementen Drôme en Isère in de regio Auvergne-Rhône-Alpes en het departement Hautes-Alpes in de regio Provence-Alpes-Côte d'Azur. Het massief wordt begrensd door de Drac in het noorden en de Buëch in het zuiden en westen en is een populaire bestemming om te wandelen, bergbeklimmen en skiën. De meest opvallende toppen zijn de Grande Tête de l'Obiou in de Isère (2.789 m) en de Pic de Bure in de Hautes-Alpes op 2.709 m.
Geologisch gaat het om een massief van kalksteen, mergel en molasse.
De skioorden SuperDévoluy (in de voormalige gemeente Saint-Étienne-en-Dévoluy) en La Joue du Loup (in de voormalige gemeente Agnières-en-Dévoluy), nu in de nouvelle commune Dévoluy, vormen het skigebied Le Dévoluy.
Gelegen op 2.552 m op het Plateau de Bure, een kalksteenplateau gelegen ten westen van de Pic de Bure, heeft het Institut de radioastronomie millimétrique (IRAM) het observatorium NOEMA (NOrthern Extended Millimeter Array) uitgebouwd, een netwerk van twaalf radiotelescopen die een interferometer vormen. De bijzonder heldere luchten in deze regio en op deze hoogte waren essentieel bij de keuze van deze locatie.

## Toponymie
De naam van het massief komt voor in de vormen Devologium in de elfde eeuw, waarvan de betekenis "apart plaatsen" is (devo "afwijken"; logum, locus "plaats"), Devolodium in 1150, Devôloi in 1199 en Devouluy in 1512.